# Clavius (cratère)
Clavius est un cratère lunaire situé sur la face visible de la Lune.
Le cratère Clavius est situé au sud ouest du cratère Tycho. Il est le troisième plus grand cratère de la face visible de la Lune avec 225 km de diamètre, après les cratères Bailly qui fait 287 km et D'Alembert 248 km. Clavius a une profondeur de 3,5 km. Ce cratère nectarien est particulièrement recouvert par les éjectas qui ont formé le bassin Imbrium. Le plancher du cratère forme une plaine convexe qui est marquée par des cratères d'impact intéressants. Les plus notables d'entre eux forment une chaîne courbe de cratères. Ces cratères sont désignés, du plus grand au plus petit, par les lettres Clavius D, C, N et J. Au sud-ouest se trouve le cratère Blancanus, au nord-est le cratère Maginus et au nord-ouest le cratère Longomontanus. Les cratères Rutherfurd (en) au sud-est et Porter au nord-est, chevauchent les bords du cratère Clavius. 
En 1935, l'Union astronomique internationale a attribué à cet immense cratère le nom de l'astronome et mathématicien allemand Christophorus Clavius.

## Cratères satellites

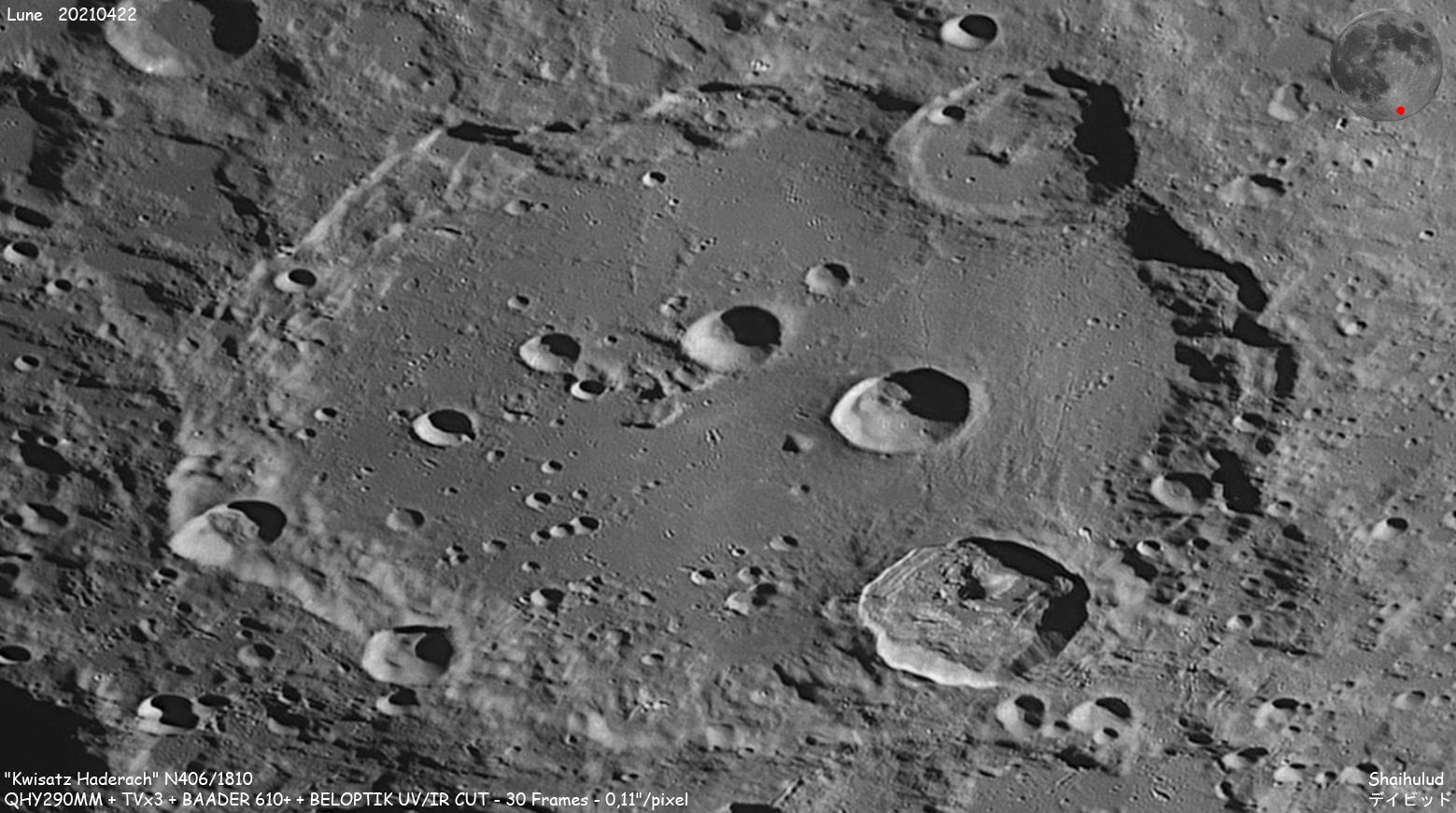
Clavius depuis un télescope terrestre.

Par convention, les cratères satellites sont identifiés sur les cartes lunaires en plaçant la lettre sur le côté du point central du cratère qui est le plus proche du centre du cratère principal de Clavius. 
| Clavius | Latitude | Longitude | Diamètre |
| ------- | -------- | --------- | -------- |
| C       | 57.7° S  | 14.2° W   | 21 km    |
| D       | 58.8° S  | 12.4° W   | 28 km    |
| E       | 51.5° S  | 12.6° W   | 16 km    |
| F       | 55.4° S  | 21.9° W   | 7 km     |
| G       | 52.0° S  | 13.9° W   | 17 km    |
| H       | 51.9° S  | 15.8° W   | 34 km    |
| J       | 58.1° S  | 18.1° W   | 12 km    |
| K       | 60.4° S  | 19.8° W   | 20 km    |
| L       | 58.7° S  | 21.2° W   | 24 km    |
| M       | 54.8° S  | 11.9° W   | 44 km    |
| N       | 57.5° S  | 16.5° W   | 13 km    |
| O       | 56.8° S  | 16.4° W   | 4 km     |
| P       | 57.0° S  | 7.7° W    | 10 km    |
| R       | 53.1° S  | 15.4° W   | 7 km     |
| T       | 60.4° S  | 14.9° W   | 9 km     |
| W       | 55.8° S  | 16.0° W   | 6 km     |
| X       | 60.0° S  | 17.6° W   | 7 km     |
| Y       | 57.8° S  | 16.0° W   | 7 km     |

## Présence d'eau
En octobre 2020, la NASA a confirmé la présence de molécules d'eau près du cratère, d'une concentration entre 100 et 412 ppm. 